# 헨리크 레벤틀로우

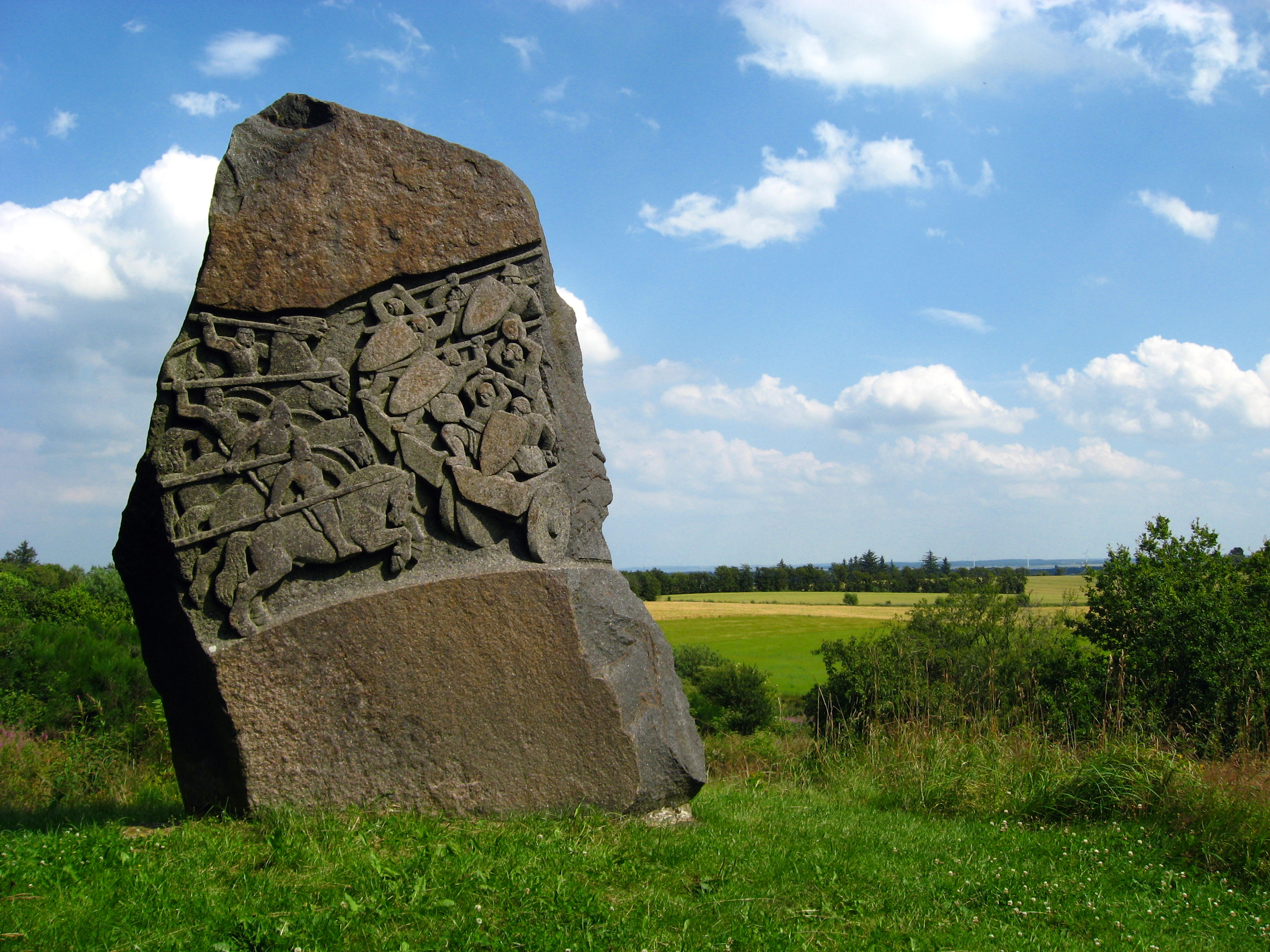
1441년 민란 기념물.

헨리크 레벤틀로우(덴마크어: Henrik Tagesen Reventlow: 15세기 - 1441년 6월 12일)는 15세기 덴마크의 민란 지도자다. 에리크 7세의 지도자로, 에리크 7세기 폐위되자 크리스토페르 3세에 맞서 규모 2만 5000 명의 농민반란을 일으켰다.